# 村上三郎
村上 三郎（むらかみ さぶろう、1925年6月27日 - 1996年1月11日）は、日本の芸術家。
息子は漫画評論家の村上知彦。

## 来歴
兵庫県神戸市に生まれる。1943年、関西学院大学予科に入学。絵画部「弦月会」に入部する。神原浩に師事し、油絵を始める。1948年、同大学文学部哲学科を卒業。1950年、同大学大学院美学科を修了。
1952年、白髪一雄、田中敦子、金山明らと「0会」結成。1955年、白髪、田中、金山らと共に、吉原治良をリーダーとする具体美術協会に参加。木枠に張った多数の紙を突き破って通り抜けるパフォーマンス『紙破り』で知られる。
1990年、神戸松蔭女子学院大学短期大学部の教授となる。1996年1月11日、自宅で死去。70歳没。
2014年3月7日から3月29日まで、「村上三郎展」が大阪市のアートコートギャラリーで開かれる。

## パブリックコレクション
- 千葉市美術館 - 「作品」[5]

## 関連書籍
- 『ビターズ２滴半　村上三郎はかく語りき』（坂出達典・著、せせらぎ出版、2012年7月発行）
- 『村上三郎 Through the '70s』（青幻舎、2013年2月発行）[6]